# Comuna Civljane, Šibenik-Knin
Civljane (sârbă Цивљане) este o comună în cantonul Šibenik-Knin, Croația, având o populație de 239 de locuitori (2011).

## Demografie
Componența etnică a comunei Civljane
     Sârbi (78,66%)
     Croați (19,67%)
     Necunoscut (0,42%)
     Neclasificat (0%)
Componența confesională a comunei Civljane
     Ortodocși (79,92%)
     Catolici (19,25%)
     Necunoscută (0,42%)
     Agnostici și sceptici (0,42%)
Conform recensământului din 2011, comuna Civljane avea 239 de locuitori. Din punct de vedere etnic, majoritatea locuitorilor (78,66%) erau sârbi, cu o minoritate de croați (19,67%). Apartenența etnică nu este cunoscută în cazul a 0,42% din locuitori. Din punct de vedere confesional, majoritatea locuitorilor (79,92%) erau ortodocși, cu o minoritate de catolici (19,25%). Pentru 0,42% din locuitori nu este cunoscută apartenența confesională.